# Plainfield (Vermont)
Plainfield ist eine Town im Washington County des Bundesstaates Vermont in den Vereinigten Staaten mit 1236 Einwohnern (laut Volkszählung von 2020).

## Geografie

### Geografische Lage
Durch den Nordwesten von Plainfield fließt der Winooski River. Der Great Brook durchfließt in nördlicher Richtung das Gebiet der Town und mündet im Winooski River. In den Great Brook entwässert der zentral auf dem Gebiet gelegene Bancroft Pond. Die höchste Erhebung ist der Bartlett Hill mit 408 m. Weitere Erhebungen sind der Marpel Hill im Norden und der Gallup Hill im Süden. Die Oberfläche ist hügelig. Im Osten befindet sich der 259,80 ha (642 Acre) große Lr Jones State Forest, der erste State Forest von Vermont. Im Süden liegt mit dem Plainfield Town Forrest ein weiteres Waldgebiet und im Westen befindet sich der Golfplatz des Barre Country Clubs.

### Nachbargemeinden
Alle Entfernungen sind als Luftlinien zwischen den offiziellen Koordinaten der Orte aus der Volkszählung 2010 angegeben.
- Nordosten: Marshfield, 4,9 km
- Osten: Groton, 15,6 km
- Süden: Orange, 6,2 km
- Südwesten: Barre Town, 8,8 km
- Westen: East Montpelier, 12,3 km

### Klima
|                       | Jan   | Feb   | Mär  | Apr  | Mai  | Jun   | Jul   | Aug   | Sep  | Okt   | Nov  | Dez   |   |         |
| Mittl. Tagesmax. (°C) | −2,8  | −0,5  | 4,8  | 12,4 | 19,7 | 24,9  | 27,2  | 26,1  | 22,1 | 13,8  | 6,4  | 0,1   | ⌀ | 12,9    |
| Mittl. Tagesmin. (°C) | −15,2 | −14,0 | −7,8 | −0,5 | 4,8  | 10,5  | 12,7  | 11,0  | 6,8  | 0,8   | −3,5 | −10,7 | ⌀ | −0,4    |
|                       |       |       |      |      |      |       |       |       |      |       |      |       |   |         |
| Niederschlag (mm)     | 66,0  | 61,0  | 73,7 | 81,3 | 86,4 | 101,6 | 106,7 | 104,1 | 94,0 | 104,1 | 83,8 | 78,7  | Σ | 1.041,4 |

| −15,2 |

| −14,0 |

| −7,8 |

| −0,5 |

| 4,8 |

| 10,5 |

| 12,7 |

| 11,0 |

| 6,8 |

| 0,8 |

| −3,5 |

| −10,7 |

| −15,2 |

| −14,0 |

| −7,8 |

| −0,5 |

| 4,8 |

| 10,5 |

| 12,7 |

| 11,0 |

| 6,8 |

| 0,8 |

| −3,5 |

| −10,7 |

Die mittlere Durchschnittstemperatur in Plainfield liegt zwischen −9,44 °C (15 °Fahrenheit) im Januar und 20,0 °C (68 °Fahrenheit) im Juli. Damit ist der Ort gegenüber dem langjährigen Mittel der USA um etwa 9 Grad kühler. Die Schneefälle zwischen Mitte Oktober und Mitte Mai liegen mit mehr als zwei Metern etwa doppelt so hoch wie die mittlere Schneehöhe in den USA. Die tägliche Sonnenscheindauer liegt am unteren Rand des Wertespektrums der USA, zwischen September und Mitte Dezember sogar deutlich darunter.

## Geschichte
Plainfield, gelegen zwischen Montpelier und Marshfield, gehörte zu den Ländereien, die im Jahr 1777 nicht zu den New Hampshire Grants gehörten, also von der Vermont Republic als Grant vergeben werden konnten. Den Grant bekamen James Whitelaw, James Savage und William Coit im Jahr 1788. Whitelaw kaufte dieses Land für eine Gruppe Siedler aus Schottland an. Sie nannten das Gebiet St. Andrew’s Gore. Whitelaw arbeitete später als Landvermesser und erhielt selbst als Bezahlung Land in Plainfield. Der Name leitete sich entweder von der schottischen Stadt
St Andrews oder der University of St Andrews her.
Im Herbst 1791 kamen als erste Siedler Seth Freeman aus Weldon und Isaac Washburn aus Croydon. Sie bauten sich Hütten am Newbury Trail, welcher Boston mit Kanada verbindet. Heute befindet sich dort der Barre Country Club. Ein Jahr später kehrten sie zurück und steckten ihre Parzellen ab. Als die Town im Jahr 1793 vermessen wurde, gab es noch drei weitere Parzellen.
Nach lokalen Überlieferungen gehörte James Chapman zu den Siedlern und er, wie auch andere, mochte den Namen St. Andrews nicht. Deshalb bot er an, für die Town einen neuen Satz Bücher für die Aufzeichnungen zu spenden, wenn er dafür einen anderen Namen wählen dürfte. Dieses Angebot wurde angenommen und im November 1797 wurde St. Andrew’s Gore nach Plainfield, seinem Wohnhaus in Connecticut, umbenannt. Jedoch hatte Plainfield noch nicht die Rechte als Town. Dies erfolgte erst im Jahr 1867.
Im Jahr 1797 siedelten etwa dreißig Familien auf dem Gebiet und bereits im Jahr 1800 waren es doppelt so viele. Da zuerst der südwestliche Teil von Plainfield besiedelt wurde, wurden dort auch die ersten Town-Meetings und die ersten Messen gehalten. Eine Schmiede und eine Taverne wurden gebaut. Die Landwirtschaft, bedingt durch gutes Weideland und den Anbau von Zuckerahorn, war Lebensgrundlage im frühen Plainfield. Eine Gerberei, Schrotmühle, Sägewerke, Töpfereien, eine Fabrik für Pottasche sowie Schmieden waren weitere Erwerbsmöglichkeiten. Im Jahr 1884 wurde eine Wagenfabrik errichtet und eine Käserei wurde gegründet.
1873 erreichte die Bahnstrecke Montpelier–Wells River Plainfield und der lokale Handel profitierte durch diese Anbindung. In dieser Zeit wurde auch die Heilkraft der örtlichen Mineralquellen erkannt und genutzt. Gasthäuser wurden gebaut, unter ihnen das Spring House und das Plainfield House. Dies endete jedoch mit dem Brand des Spring House im Jahr 1884.
Nach dem Zweiten Weltkrieg ging der Handel per Bahn zurück und wurde durch LKW-Transporte ersetzt. Dadurch gingen viele Arbeitsplätze verloren und viele Einwohner waren gezwungen, sich in anderen Gebieten Arbeit zu suchen.

### Religionen
Die erste Kirche in der Stadt wurde 1799 organisiert und erhielt den Namen The Church of Christ in Plainfield. Unzufriedene Mitglieder zogen sich aus dieser Gemeinde im Jahr 1802 zurück und gründeten im Jahre 1819 eine Methodistenkirche, die Grace United Methodist Church. Zudem gibt es mit der Macedonia Baptist Church eine baptistische Gemeinde, außerdem Gemeinden der Kongregationalen Kirche, der Unitarian Universalist Association, der Church of God of Prophecy und der Society of Friends.

### Einwohnerentwicklung
| Volkszählungsergebnisse – Town of Plainfield, Vermont | Volkszählungsergebnisse – Town of Plainfield, Vermont | Volkszählungsergebnisse – Town of Plainfield, Vermont | Volkszählungsergebnisse – Town of Plainfield, Vermont | Volkszählungsergebnisse – Town of Plainfield, Vermont | Volkszählungsergebnisse – Town of Plainfield, Vermont | Volkszählungsergebnisse – Town of Plainfield, Vermont | Volkszählungsergebnisse – Town of Plainfield, Vermont | Volkszählungsergebnisse – Town of Plainfield, Vermont | Volkszählungsergebnisse – Town of Plainfield, Vermont | Volkszählungsergebnisse – Town of Plainfield, Vermont |
| Jahr                                                  | 1800                                                  | 1810                                                  | 1820                                                  | 1830                                                  | 1840                                                  | 1850                                                  | 1860                                                  | 1870                                                  | 1880                                                  | 1890                                                  |
| ----------------------------------------------------- | ----------------------------------------------------- | ----------------------------------------------------- | ----------------------------------------------------- | ----------------------------------------------------- | ----------------------------------------------------- | ----------------------------------------------------- | ----------------------------------------------------- | ----------------------------------------------------- | ----------------------------------------------------- | ----------------------------------------------------- |
| Einwohner                                             | 256                                                   | 543                                                   | 660                                                   | 874                                                   | 880                                                   | 808                                                   | 822                                                   | 726                                                   | 729                                                   | 745                                                   |
| Jahr                                                  | 1900                                                  | 1910                                                  | 1920                                                  | 1930                                                  | 1940                                                  | 1950                                                  | 1960                                                  | 1970                                                  | 1980                                                  | 1990                                                  |
| Einwohner                                             | 716                                                   | 785                                                   | 781                                                   | 766                                                   | 832                                                   | 945                                                   | 966                                                   | 1399                                                  | 1249                                                  | 1302                                                  |
| Jahr                                                  | 2000                                                  | 2010                                                  | 2020                                                  | 2030                                                  | 2040                                                  | 2050                                                  | 2060                                                  | 2070                                                  | 2080                                                  | 2090                                                  |
| Einwohner                                             | 1286                                                  | 1243                                                  | 1236                                                  |                                                       |                                                       |                                                       |                                                       |                                                       |                                                       |                                                       |

## Wirtschaft und Infrastruktur

### Verkehr
Entlang des Winooski Rivers durch die nordwestliche Ecke Plainfields führt der U.S. Highway 2, an dem sich auch das Goddard College befindet. Von ihm zweigt in nördlicher Richtung die Vermont State Route 214 ab.

### Öffentliche Einrichtungen
In Roxbury gibt es kein Krankenhaus. Das nächstgelegene Krankenhaus ist das Central Vermont Medical Center in Berlin.

### Bildung
Die Bevölkerung stieg im Jahr 1880 auf 728 Einwohner. Es gab im Jahr 1887 sechs Schulen in der Town. Diese Schulen bestanden bis zum Jahr 1960, als die Schulbezirke von Plainfield, Cabot und Marshfield zur Washington Northeast Supervisory Union zusammengelegt wurden. Ein Kindergarten und bis zur fünften Klasse besuchen die Schüler die Marshfield Elementary School, danach die Twinfield High School bis zur Klasse zwölf.
Das Goddard College wurde im Jahr 1938 gegründet. Es hat einen Campus in Plainfield und einen in Port Townsend, Washington.
Die Cutler Memorial Library ist die öffentliche Bücherei von Plainfield, gegründet im Jahr 1937 von Arthur und Amy Cutler, die die Räumlichkeiten zur Verfügung stellten. Etwa 3800 Personen nutzten die Cutler Memorial Library im Jahre 2012.

## Persönlichkeiten

### Söhne und Töchter der Stadt
- Heman A. Moore (1809–1844); Politiker und Vertreter des Bundesstaates Ohio im US-Repräsentantenhaus

### Persönlichkeiten, die vor Ort gewirkt haben
- Murray Bookchin (1921–2006); Begründer des Öko-Anarchismus, Direktor und Mitbegründer des Institute for Social Ecology (ISE) in Plainfield

Für eine Liste von bekannten Studenten am Goddard College siehe dort.